# Krasne (gmina Zabłudów)
Krasne – kolonia w Polsce położona w województwie podlaskim, w powiecie białostockim, w gminie Zabłudów. Miejscowość stanowi odrębne sołectwo.
W latach 1975–1998 miejscowość należała administracyjnie do województwa białostockiego.
Prawosławni mieszkańcy wsi należą do parafii Zaśnięcia Najświętszej Marii Panny w Zabłudowie, a wierni kościoła rzymskokatolickiego do parafii św. Apostołów Piotra i Pawła w Zabłudowie.

## Zabytki
- park dworski, 1935-1937, nr rej.:685 z 29.12.1987[5].